# Niceta Abalante
Niceta Abalante (in greco antico: Νικήτας Αβαλάντης?) (fl. X secolo) è stato un militare bizantino che nel 964 guidò un'importante spedizione contro il califfato fatimide in Sicilia, fu sconfitto e trascorse alcuni anni in prigionia, dove copiò il manoscritto Codex Parisinus Graecus 497.

## Biografia

### Origini
Il suo cognome è incerto: l'unica fonte superstite, nel Codex Parisinus Graecus 497, ha la forma genitiva frammentaria ...άντου. Fu la storica Helene Ahrweiler a glossare il nome in Abalante, ma l'esattezza dell'emendamento non è certa. Suo fratello, Michele, era un patrikios e protovestiarios (ciambellano capo) dell'imperatore Niceforo II Foca.

### Spedizione in Sicilia
Secondo lo storico contemporaneo Leone il Diacono, Niceta era un eunuco, ma anche un uomo pio e timorato di Dio. Fu chiamato protospatharios e droungarios della flotta (comandante in capo della flotta imperiale centrale), e infine promosso anche a patrikios. Nel 964, Niceforo II lo scelse per guidare una spedizione su larga scala in Sicilia, dove durante i due anni precedenti i governatori Kalbiti dei Fatimidi avevano iniziato ad attaccare le restanti roccaforti bizantine nella Val Demone, catturando Taormina e assediando Rometta. Niceta era il comandante della flotta e comandante in capo delle forze marine, mentre le forze di terra erano guidate dal nipote dell'imperatore, Manuel Foca.
Secondo Leone i bizantini, giunti in Sicilia, riuscirono a catturare Siracusa e Himera, mentre Taormina e Lentini si arresero senza resistenza. Incoraggiato da questo successo, l'esercito al comando di Manuel Foca avanzò incurante verso l'interno per soccorrere Rometta, ma nell'ottobre 964 cadde in un'imboscata e fu distrutto dalle truppe fatimidi. Rometta capitolò e i Fatimidi procedettero all'attacco della flotta bizantina nello Stretto di Messina: nella cosiddetta "battaglia dello Stretto", il comandante fatimide Aḥmad b. Ḥasan Abi l-Husayn ottenne un'importante vittoria, catturando molte navi e facendo Niceta prigioniero.

### Prigionia e liberazione
Niceta e altri comandanti bizantini furono portati a Ifriqiya, dove furono consegnati al califfo fatimide al-Mu'izz. Rimasero in cattività fino al pagamento del riscatto da Niceforo II, probabilmente come parte del trattato di pace concluso nel 967. Leone afferma che l'imperatore offrì una spada che era appartenuta a Maometto come riscatto per Niceta, e minacciò la guerra in caso di rifiuto.
Durante la sua prigionia a Ifriqiya, Niceta copiò le omelie di San Basilio Magno e Gregorio Nazianzeno in un manoscritto calligrafico che nel 970 donò a un monastero dedicato a San Giorgio e che oggi è custodito nella Biblioteca nazionale di Francia a Parigi (Codex Parisinus Graecus 497).